# 八王子スーパー強盗殺人事件
八王子スーパー強盗殺人事件（はちおうじスーパーごうとうさつじんじけん）とは、1995年（平成7年）7月30日夜に東京都八王子市大和田町にかつて存在したスーパーマーケット「ナンペイ大和田店」事務所内で発生した拳銃使用による強盗殺人事件である。
警視庁による正式な事件名は「大和田町スーパー事務所内けん銃使用強盗殺人事件」であり、一般的な事件の名称は発生現場であるスーパーマーケットの名称から「ナンペイ事件」「八王子スーパーナンペイ事件」とも呼ばれている。
本件は現在も懸命な捜査が続けられているものの、未だに被疑者は特定されておらず、逮捕に至っていないことから未解決事件となっている。また、本件は捜査特別報奨金制度（公的懸賞金制度）の対象事件にも指定されている。事件発生当時において、閉店後のスーパーマーケットを標的に銃器を使用して犯行がおこなわれた強盗殺人は、日本において過去に前例がなく、日本の銃器犯罪の端緒となった事件でもある。犯行動機について、警視庁八王子警察署特別捜査本部は当初、強盗殺人容疑に重点を置いて捜査していたが、現在では強盗および怨恨の両面で捜査が継続されている（後述）。

## 概要
1995年7月30日21時17分頃、東京都八王子市大和田町のスーパー「ナンペイ大和田店」の2階事務所内で拳銃を持った何者かに女性従業員3人が射殺された。被害者はスーパーナンペイ大和田店のパート女性従業員A（47歳）、同アルバイト女子高生従業員B（17歳）、同アルバイト女子高生従業員C（16歳）の3人（年齢はいずれも事件当時）。犯行時間は21時15分から数分間だったと推定されている（被害者Aの知人が事務所へ迎えに来た21時20分までの間）。パート従業員の女性は、体を縛られていなかったが、銃把で右顔面を殴りつけられたのちに金庫の隣に置かれた冷蔵庫脇の隙間に突き飛ばされたものとみられており、女子高生2人の殺害前に額と頭頂部に銃口を押し付けられて、それぞれの箇所に1発ずつ計2発を銃撃されて殺害された。女子高生2人は粘着テープで口を塞がれた上で互いの右手と左手を縛られており、うつ伏せにされた状態で至近距離から後頭部に1発ずつ撃たれて殺害された。3人ともに即死の状態であった。犯人は銃撃後に金品などを何も奪わずに逃走している。犯人が金庫を開けようとした形跡はなく、その他の現金や貴金属類、被害者の持ち物には手をつけておらず、事務所内を物色した形跡すらも無いことから、犯行は金銭目的ではない可能性もある。犯行に使用された拳銃はフィリピン製のスカイヤーズビンガムとされる。
特別捜査本部では、当初においては強盗説を重視して捜査していたが、現在では強盗説と怨恨説の両面で捜査を行っている。事件から15年となる2010年7月に公訴時効が迫っていたが、殺人罪・強盗殺人罪など最高法定刑が死刑の罪について、公訴時効を廃止した上で遡及適用する改正刑法及び刑事訴訟法が同年4月27日に施行され、長期捜査が続けられている。捜査特別報奨金対象事件の中で捜査機関が犯人を特定していない事件としては最も発生時期が古い。本件は、未だに犯人検挙に至っておらず未解決事件となっており、警視庁八王子警察署特別捜査本部は、事件解決に向けて鋭意捜査を継続している。
それまでは、主に暴力団やテロリストのみが用いてきた銃器が「東京郊外の小さなスーパーで働く普通の市民」に向けられ、容赦なく殺害した事件の性格から日本警察は「日本における銃犯罪のターニングポイント」と位置づけている。
ナンペイ大和田店は事件後「ひまわり」に改名したが、1998年に閉店した。その後、建物は解体され、跡地は現在、駐車場になっている。

### 事件当日の経過
「真相報道 バンキシャ!（日本テレビ）」2007年7月29日放送分、「報道スクープSP・激動！世紀の大事件Ⅴ（フジテレビ）」2017年12月27日放送分、「Live News イット!しらべてみたら・スーパーナンペイ事件28年～女子高生ら従業員3人殺害（フジテレビ）」2023年7月31日放送分より。
1995年7月30日。スーパーナンペイ「大和田店」（以下、「スーパー」と記す）は、4日間の特売「涼風セール」の最終日を迎えていた。事件当日は日曜日ということもあって10時開店から店内はいつにも増して客が多く、賑わいをみせていた。
16時46分
夜番勤務のアルバイト女子高生従業員B（以下、「B」と記す）が自転車で出勤した。Bの自宅はスーパーから2、3分の距離にあった。
16時48分
Bと同様の夜番勤務のパート女性従業員A（以下、「A」と記す）が出勤した。Aはスーパーまで知人男性に車で送ってもらったが、その際に勤務が終わったあと一緒に小料理屋へ行く約束をした。
17時00分
AおよびBの従業員2人が夜番勤務に就いた。勤務時間は17時から21時までである。レジ3台のうち1台は閉め、Aは3号レジ、Bは2号レジを担当した。Aは夜間店長を務め、売上金を金庫に保管する役目を担っていた。
17時30分頃
店の前をうろつきながら店内を覗き込むような仕草をしている、白いシャツにグレーのズボン姿の不審な50代の男を買い物客が目撃した。
18時30分
男性従業員が勤務を終え退社した。これ以後は、夜番の勤務に就く従業員はAおよびBの2人のみとなった。
スーパーから北西へ約30メートル離れた「北の原公園」で毎年開催されている地元自治会主催の盆踊り大会が始まった。スーパーの周辺は、太鼓と盆踊りの大きな音が響き渡り、喧騒に包まれた。
18時50分
事件当日は非番だったアルバイト女子高生従業員C（以下、「C」と記す）が家から自転車でスーパーに来店した。Cは今後の勤務予定を確認するために訪れたが、勤務を終えたBと合流する予定にしていたので閉店までスーパーに滞在することにした。
19時59分
閉店1時間前。客足は一段落した。Aは店内の状況からこれ以上は客が増えないと判断し、1時間早く3号レジを閉めた。その後に3号レジの売上金を2階事務所に持って行き、事務所内に置かれた金庫の中に売上金を保管した。
レジを担当するBの傍らでCが待っている様子を買い物客が目撃した。またBとCが「勤務が終わったら一緒に祭りに行こう」と話しているのを聞いた。
20時30分
売場で勤務に就く従業員はBのみとなった。非番のCは、この時もレジを担当するBの傍らにいた。この頃、店内で何も買わずに売場をうろつき、辺りの様子を伺う40代から50代の不審な男性が客によって目撃されている。
20時45分
スーパー正面前の路上を不審な白い乗用車がゆっくりと通り過ぎ、運転していた男性が店内を覗き込んでいる様子が目撃された。
20時51分
レシートの記録によると、閉店間際にCが牛乳や卵を購入したことが確認されている。同時刻頃、Aが閉店準備のために肉売場などの保冷用カーテンを閉めながら近所の買い物客と会話をした。買い物客はCとも会話をして「このあとBと祭りに行く」と語ったという。犯行前に被害者3名が他者によって目撃されたのは、裏付けられる限りではこのときが最後とされている。
20時56分
若い男女が閉店直前に焼きそば、青果（野菜もしくは果物）、お好み焼きなどを購入し、駐車場から白いセダンで立ち去った。この2人は未だに素性は判明していないが、事件当日最後の客と見られており、犯人を目撃した可能性があることから捜査本部はこの情報を重要視している。
21時00分
スーパーナンペイは閉店時刻を迎えた。Bは2号レジの売上金を持ち、2階事務所へ持っていった。夜間店長だったAが売上金を受け取り、金庫に保管してダイヤルを回し施錠した。
公園では炭坑節が始まり、盆踊りが佳境に入った。
21時03分
盆踊りの最後を飾る太鼓の演奏が周囲に大きく響き渡った。
21時06分
Aが店内の戸締りと施錠、消灯を行って閉店は完了した。同時刻頃、自宅のガレージに車を駐車しようとしていた近隣住民がスーパー事務所下の通路に不審な若い男性1人がいるのを目撃した。その男性は車のライトが当たると顔を伏せるようにしてその場を立ち去った。
21時07分
盆踊りが終了した。スーパーの周囲は喧騒から解放され静寂が戻った。
21時15分
Aがスーパー事務所から知人男性に電話を掛け、迎えにくるよう頼んだ。この時刻は通話記録により判明している。
同時刻に事務所のセキュリティシステムが作動し、入口の扉が施錠された。扉を施錠したのはAだとみられている。このことから3人は事務所から退室して帰宅する途上にあった。
21時16分
再び事務所のセキュリティシステムが作動し、入口の扉が解錠された。帰宅しようと事務所の外に出た3人は、犯人に拳銃で脅されて事務所内に押し戻されたと推測されている。
21時17分
スーパー近くの交差点付近にいた高校生カップルが、スーパーの方向から火薬が破裂したような音が数回響いたのを聞いた。またスーパーの近所に住む複数の住民も同様の音を数回聞いた。Aが電話をしてから、路上の高校生らが奇妙な音を聞くまでの時間は約2分30秒間だった。
21時20分
Aの知人男性がスーパーに車で迎えに来た。まだAは外で待っておらず、男性は駐車場に車を停めてAが出てくるのを待った。事務所には灯りが点いており、まだ誰かが滞在していそうであった。
21時20分から35分の間
スーパーから南西方向に30mほど離れた交差点で、一時停止をせずに西の方角へと走り去っていく白色の乗用車が目撃された。運転していたのは25歳前後の男性で、野球帽を被っていた。
21時45分
知人男性は、いつまで待っても一向にAが現れないので「まだ着替えているか、もしくは先に行ってしまったのだろう」と思い、確認のために小料理屋へ向かった。
21時50分頃
小料理屋に着いた知人男性は、Aが店にいなかったので不審に思った。知人男性はスーパーの事務所へ確認に行くことにしたが、スーパーの事務所は更衣室としても使用されていることから、事務所内で女性が着替えている状況も考えられた。そこで知人男性は、小料理屋の女将に事務所の内部を確認してもらおうと女将を車に同乗させ、2人でスーパーに向かった。
22時00分頃
女将は、灯りの点いたスーパーの事務所を訪ねた。このとき事務所の玄関の鍵は開いていた。女将は扉を開け、そのまま事務所の中に入った。女将が事務所の入口付近で声を掛けたが中から返事はなかった。人の気配はせず、誰もいないように感じたので一旦は車に戻った。女将は身長が150cmと小柄なため、入口付近に設置されていたカウンターの高さが影響して室内の奥までは見えていなかった。知人男性と女将は、もう一度2人で事務所内に入って内部を確認したところ、銃器で頭部を撃ち抜かれ、床に倒れて死亡していた女性従業員3人を発見した。
22時08分
その後に知人男性と女将は、現場近くの北八王子交番に駆け込み、駐在していた警察官に事件発生を知らせた。警察官の緊急通報により事件が発覚するに至った。

### 犯行現場の様子
- 発見時、事務所の鍵は開いていた。
- A、Bは制服を着替えて私服になっており、帰る直前に押し入られた模様。
- Aは「事務所の奥にある金庫」の横に頭をもたれるような形で倒れていた。事務所入口側には足を向けていた。
- Aは頭部を2発撃たれており、縛られていなかった。
  - 「銃口の熱で、皮膚が焼けた痕跡」が残されていた。
- BとCは部屋中央、金庫の手前で倒れていた。頭を事務所入り口側に向ける形だった。
- BとCは、それぞれ頭部を1発ずつ撃たれ、口を粘着テープでふさがれていた。
- BとCは、それぞれの片手を粘着テープで一緒に巻かれ、背中合わせにされていた。その粘着テープはよじれていた。
  - 犯人は片手に拳銃、片手に粘着テープを持っていたことが推測される。
  - 粘着テープには犯人の指紋の一部と汗が付着していた[10]。
- 被害者の周囲の床には血溜まりが出来ていた。
- 犯人は血溜まりを踏まずに逃走した。
- 金庫に向かって発砲した跡があった（1発のみ）。
- それ以外は、特に室内は荒らされていなかった。

## 犯行動機
特別捜査本部が見立てる犯行動機については「強盗説」と「怨恨説」の両面がある。一般的には「強盗説」が有力なように思われているが、先入観による偏った捜査を行えば事件解決にとって重要な情報を見逃す恐れがあり、捜査本部は予断を持たずに両面で捜査を継続している。

### 強盗説
犯人がナンペイ大和田店の売上金を強奪する目的で事務所内に押し入ったと推測される理由としては、以下のことが挙げられる。
- 本事件が起こる前からこのスーパーの事務所は、何度も空き巣に入られていた。営業中は事務所の入り口に鍵が掛けられていないことが多かったという。それは夜間においても同じだった。本件スーパーは「不用心でセキュリティが甘いスーパー」として近所でも有名な存在だった。売上金をレジから金庫に移す際には、従業員が売上金をレジの引き出しごと抜き取り、スーパーの外部に一旦出てから外通路を通り、駐車場に面した外階段を登って2階事務所に入ってから金庫に保管していた。この措置はスーパーの構造上、内部を経由して2階事務所に入れないようになっていたことによる。現金を剥き出しのまま外部を経由して運んでいる様子を近所の住人らは皆が見て知っていたということからも、本件スーパーの防犯には問題があったといえる[注 4]。しかも夜間勤務を女性従業員だけに任せていたことも多く、事件当夜がまさにその状況であった。被害者であるパート従業員Aは、スーパーの防犯対策について日頃から周囲の人物に不安を漏らしていたことも明らかになっており、その不安によって一時的に店を辞めていたこともあったという。そのような状況があることから、現金強奪を目的とする犯行グループなどが本件スーパーの状況や情報を容易く掴んでいたことからターゲットとして狙われた可能性もある。本件が発生した同じ時期に、多摩地域を中心に夜間のスーパーなどの事務所を狙った短銃強盗事件が多発しており、それら事件の犯行手口が本件と非常に酷似している点からも、同じ犯行グループが関与しているのではないかとする見方もあることから強盗説が考えられている。本件は実際に夜間閉店後のスーパー事務所内で犯行が行われており、被害者3人が帰宅するために事務所を後にしたとき、外で待ち伏せていた犯人に拳銃で脅され、再び事務所内に押し戻され、被害者がガムテープで緊縛された状況がある。「日中混成強盗団」の元メンバーだった人物らの証言の中で、たびたび本件やナンペイ大和田店の話が出てきていることからも現金強奪を企てる者の間では情報が共有されていた可能性もあり、強盗説は有力だとする見方もある[11]。
- 金庫のダイヤルナンバーをすぐに割り出せなかった可能性がある。金庫には鍵が差し込まれたままになっていた。これは犯人が被害者Ａを脅して金庫を開けさせようとした形跡だと考えられている。アルバイト高校生従業員2人をガムテープで緊縛し、身の自由を制限しようとしていたことも強盗をうかがわせる要素の一つである。しかし犯人は何らかの理由でAに金庫を開けさせるまでには至らず、途中で高校生2人を縛ることも止めて、短時間のうちに3人を射殺した。そのことで犯人は気が動転したのか、または犯行の計画が狂ったからなのか、すぐさま逃走を図ったという経緯も考えられる。犯人が発砲した銃弾は全部で5発である。4発は被害者を狙って発砲したが、残りの1発は金庫の扉に向かって発砲しており、銃弾は机の下から発見された。被害者3人を威嚇して制圧する目的で1発目に金庫へ発砲したと考えられているが、金庫もしくは中の現金に何らかの執着があったことで逃走直前に5発目を金庫に向けて発砲したとも考えられる。
- 事件発生当日、スーパーの周辺では不審人物が数名目撃されていた。店内を覗き込むように見ていた中年男性、何も買わずに売場をうろついていた中年男性、スーパー前の道路を乗用車が徐行して通り過ぎるときに店内を覗き込むように見ていた運転手の男性、閉店後の外通路で車のライトが当たると顔を背けて足早に立ち去った男性、などの存在である。

### 怨恨説
怨恨によって被害者3人のうちの誰かを狙ったか、もしくは会社かスーパーに恨みがあったことで犯行をおこなったと推測される理由としては、以下のことが挙げられる。
- 金庫に収められていた週末の売上金（約526万円）を犯人が直接的に盗もうとした形跡がなかった。犯人の事務所内の動線が「ほぼ1直線の単純な往復（入口から金庫の間）」で、事務所の入り口から金庫がある場所まで真っ直ぐに歩き、金庫のあたりをうろついた後、被害者が倒れていた周辺を歩き、銃撃後にそのまま入り口から出て行った。犯人は血糊を一切踏んでおらず、事務所内を縦横に歩き回った形跡はなかった。室内を物色した痕跡はなく、机の引き出しなどを開ける行為も一切なかった。被害者3人の財布や持ち物は物色されておらず、全くの手つかずで、中身が盗まれた形跡はなかった。Aは金庫の開け方を知っていた。しかも店長の机の上には金庫のダイヤルロック解除の数字を記した紙が貼られていた。Aは実際に「夜間店長」を務めており、金庫の中に売上金を保管する役目を担っていた。そのことからもAは金庫の解錠と施錠の方法は知っていた。強盗目的の場合、その状況であるならば多少の時間を要したとしてもAに金庫を開けさせることは十分に可能であった。実際に金庫には鍵が差し込まれたままの状態になっていた。なぜ犯人はAに金庫を開けさせようと仕向けずに短絡的な凶行に及んだのか。その点が最大の謎であり、怨恨説を浮上させる一つの要素になっている。
- 被害者は3人とも脳幹を正確に撃ち抜かれ、即死状態であった。Aだけは計2発銃撃されており、至近距離から左額に1発銃撃されて射殺されたあと、さらにもう1発の銃弾を垂直方向から頭頂部に打ち込まれている。一般的には至近距離から何の躊躇いもなく頭部を狙って銃撃できる人間は多くないといわれている。無慈悲かつ冷酷な殺害方法で、明確な殺意があることは怨恨説を疑わせる最大の根拠となっている[11]。
- Aは生前にカッターナイフの刃が同封された脅迫文を送りつけられるという嫌がらせを受けていた。脅迫文は「このままだと命がないぞ」という内容だったことが警察の捜査から判明しているが、差出人は未だに不明である。Aの関係者によると、Aは気性が荒くて激しい性格だったという。飲食店に男性と訪れた際に連れの男性を激しい口調で罵倒している様子を同席した人たちにいつも見られていた。それは特定の人物ばかりではなく、他の男性に対しても同じような態度を見せていたという。また過去にはAに対して金銭を貢いでいた男性の存在もあったことが周辺の人たちには知られており、男性の金回りが悪くなり、援助が滞ったことでその男性と縁を切ったために一悶着を起こしたこともあった。それらのことからAの周辺の人物たちは事件の一報を聞いたときに「ナンペイ事件は強盗ではない。Aに恨みを持つ者の犯行に違いない」と皆が直感的に思ったという[11]。
- アルバイト高校生2人や会社（ナンペイ）、経営者、関係者などに対しては、犯行に繋がるような何らかの怨恨があったとの有力な情報は今のところはない。大和田店の事務所内は何回か空き巣に狙われていたことが確認されているが、売り場でも頻繁に万引き被害に遭っていた。店側は万引き犯に警告する意味でスーパー事務所の外階段下に「泥棒野郎へ」と題する警告文を駐車場から見えるように貼っていた。このことから大和田店に何らかの恨みがある者の存在も犯行に繋がっている可能性がある[11]。

## 犯人像
特別捜査本部の現場検証の結果、実行犯がスーパー事務所内に残した遺留品および遺留物により、以下の事実が判明した。
- 犯人の足跡は、事務所内で約10個採取され、実行犯は1人と断定された。靴のサイズは26センチメートルと判明した。足跡の付着物からは、微細な鉄粉と粘土、コケが採取された。鉄粉は溶接の際に飛散したと見られ、実行犯は溶接作業に従事していたか、鉄工所などに出入りしていた可能性があると見られている。靴底は広島県のゴムメーカー製で、運動靴など約30種類で使用されていた。多摩地区では、パルコ吉祥寺店、調布店などで、10,000円から15,000円で販売されていた。
- 被害者に対して至近距離から発砲し、3人とも脳幹が確実に撃ち抜かれていたことから「銃の扱いに詳しく、撃ち慣れている人物」と推測されている。また何の躊躇いもなく人間の頭部に向かって銃撃し、急所を撃ち抜き確実に殺害するという犯行手口は、一般の人間には難しいとされ、ヒットマンなどの殺害に手慣れた人物の犯行である可能性も考えられている。犯行に使用されたフィリピン製の拳銃スカイヤーズビンガム38口径は、米コルト社製拳銃の模造品として知られ、性能が低く、粗悪で命中率が低い銃である。この点からも、犯人は「銃の取り扱いに極めて詳しく、知識もある」人物だと推測される。
- 被害者を縛るために使った粘着テープには、犯人のものとみられる指紋の一部が付着していた。事務所内の机には手袋痕もあるため、「犯人が粘着テープを使う際に手袋を脱いで素手で扱った」可能性がある。また粘着テープには、被害者と異なるミトコンドリアDNAが検出されており、犯人のミトコンドリアDNAとされている。

### 犯人に関する報道

#### 週刊文春2001年11月22日号の報道
「犯人の実名を挙げた、暴力団関係者の手紙が存在する」と報じた。この手紙は、別件で拘置されていた暴力団関係者が、別の拘置所の知人に宛てたものである。自身が事件の一部に関与したことを示唆し「実行犯として、元自衛官の実名を挙げていた」とされる。

#### 産経新聞、日本テレビ等の報道（2003年）
「2002年（平成14年）に愛知県にて銀行強盗未遂で現行犯逮捕された70代（報道当時）の男が、事件に関与しているのではないか?」との報道が行われた。その理由としては、
1. 「この男が、大阪厚生信用金庫深江支店で起こしたとされる強盗未遂事件（1997年）」で使用された銃弾の線条痕が、本件の現場で発見された銃弾のものと酷似している。
2. 事件当時、男が八王子周辺に居住していた。

しかし、それ以上の証拠や具体的な関与は不明で、逮捕に至っていない。
- この男は、拳銃を使用した銀行強盗や、現金輸送車襲撃事件を繰り返していたとされる。
- 26歳の頃には、銀行強盗を企てた。同じ年に、職務質問してきた警察官を射殺し無期懲役判決が下った。しかし、仮出所中に凶悪な事件を繰り返していたとされる。
- この男は、本件の4か月前に発生した警察庁長官狙撃事件でも名前が挙がった。『新潮45』2004年4月号および5月号に寄せた手記では、長官狙撃犯を自称する一方、ナンペイ事件への関与は全面否定している。
- 2007年7月、大阪地方裁判所は「男の実名を挙げ、殺人鬼と決め付けた週刊新潮」に対し、「記事には真実と信じる相当な理由はない」として名誉毀損を認定し、賠償金80万円の支払いを命じている。

#### 中国の元日本人死刑囚の証言
2009年（平成21年）夏ごろに覚醒剤所持の罪で逮捕起訴され、すでに中国で死刑が確定していた日本人男性死刑囚が「八王子の事件に関する情報を知っている」と中国公安当局に証言したことが報じられ、9月に日本の捜査当局は捜査員を中国に派遣し、この日本人死刑囚に面会して事情を聴いた。日本では9都県で資産家宅を狙った計17件の強盗事件（被害額は約6億円）を犯した「日中混成強盗団」のリーダー格でもあった日本人死刑囚は、警視庁の事情聴取に「日本で強盗団に加わっていた中国人の男が実行犯を知っているかもしれない。日本で一緒に強盗団にいた時に八王子の事件が話題に上った際、その詳細を知っていた」と証言した。この日本人死刑囚は、中国・大連刑務所にて2010年4月9日午前9時（日本時間同10時）、死刑が執行された。

#### カナダ在住の中国人
捜査本部は、前述の元日本人死刑囚が言及した中国人の男の素性を突き止めた。この中国人の男は福建省出身で、1994年4月に日本で不法滞在により摘発されて本国に強制送還されたが、同年夏ごろに日本へ密入国した。この男は日本国内で活動する中国人強盗グループのメンバーの一人で、日本人男性名義のパスポートを不正に使用して2002年4月に日本を不法に出国したとされ、2006年10月に難民としてカナダに移住した。その後にカナダの永住権を取得してトロントで妻子とともに在住し、食料品店で勤務していた。また、この中国人の男については、警察が別の事件で摘発した「日中混成強盗団」のメンバーが聴取時に語ったところによると「この男が八王子事件の前に、スーパーの現金保管状況などの内部情報を別の中国人に流した」と証言している。
日本政府はパスポートを不正使用した旅券法違反容疑で逮捕状を取ってカナダ政府に身柄の引き渡しを請求した。これに対し、2012年9月10日に地元裁判所は身柄の引き渡しに応じる決定をおこなった。男の弁護人は決定を不服として控訴したが、控訴裁判所も2013年9月に、引き渡しを認める判断を行った。なお、この身柄引き渡しに関連して、日本の司法当局がカナダの司法当局に対し、「旅券法違反容疑以外で男を拘束したり、起訴して裁判にかけたりしない」「日本での刑事手続終了後に中国に引き渡さない」などと確約したことが報道されている。それにより、2013年11月に中国人の男はカナダから日本へ身柄が移送され、逮捕された。同年12月5日に旅券法違反で起訴されたが、八王子事件に関する供述は得られていないまま、2014年9月18日に懲役2年・執行猶予5年の有罪判決が下され、9月19日にカナダに強制送還された。

#### 指紋がほぼ一致している日本人
2015年（平成27年）2月「約10年前に死亡した日本人男性の指紋と、犯人のものと思われる指紋がほぼ一致していたことが判明」という記事をメディアが報じた。
捜査機関は特殊な薬品を使って、ガムテープの粘着面から犯人のものと思われる指紋の一部を採取することに成功した。警視庁が保管する1000万人以上の指紋データベースと照合したところ、8点の特徴点の一致を確認した。8点が一致する確率は「1億人に1人」と言われていて、一般的には同一人物だと考えて差し支えないという。しかしながら、警察や司法当局が同一人物と断定出来る基準として定めている「12点」には足らないため、完全に一致した証拠として採用することはできず、被疑者だと断定するには至らなかった。
この日本人男性は元運送業関係者で、指紋を照合した2015年時点から遡って約10年前に60代で病死していた。この男性については、事件が起こる1か月ほど前に男性の子息が交通事故を起こして被害者から多額の損害賠償金を請求されていて、その支払いに困っていたという情報があったことから既に捜査線上に浮上していた。またこの男性は、事件発生当時は多摩地域に住んでおり、現場で目撃された車種と同じ白いセダンタイプの車を所有していたため、参考人として事情聴取もされていた。
この男性の指紋の記録は、前歴者らの指紋を集めた警察庁のデータベースに残っていたもので、指紋は本事件の発生する2年前に盆栽の窃盗容疑で逮捕された際に採取されたという。
一方で、当時の勤務先に残っていたタイムカードの記録により、事件が起きた時間帯のアリバイが成立する可能性が高い点や、親族から採取したDNAの鑑定不一致などから実行犯ではないとの見方も強まっている。警視庁は男性が触れたガムテープを周辺の人物が使用した可能性などを視野に入れ、捜査を継続している。

#### 現場周辺にいた身元不明の人物
事件から23年目を迎えた2018年7月、警視庁は新たに閉店間際のスーパーナンペイで買い物をした若いカップルについての情報を公開した。カップルは事件当日の20時56分頃、青果（野菜もしくは果物）3点、もやし、ハム、焼きそば、お好み焼きの合計7点、税込1,754円分を購入したうえでスーパーの駐車場に向かい、白色セダンに乗車して立ち去った。2人の身元は判明していない。警視庁はこのカップルが犯人を目撃している可能性があるとして、行方を捜すと共に2人の特徴をHPに公開し情報提供を求めている。
同日、警視庁は｢事件前に現場事務所に出入りしていた女性｣についての情報も公開した。事務所の灰皿に口紅が付着した吸い殻が残されており、従業員や出入り業者のものとは一致しない女性のDNA型が検出された。この人物についても身元が分かっておらず、警視庁は一般からの情報提供を呼びかけている。その後、この吸い殻については、元従業員の女性が吸ったもので、事件とは無関係とみられることが判明している。

#### 線条痕が酷似した拳銃を所持していた暴力団組員の男
2009年8月に暴力団組員の男の自宅から押収された拳銃と線条痕が酷似していたことが、2020年7月に報道された。男は覚醒剤取締法違反などで2020年時点でも服役中であるが、2009年当時に「拳銃は2009年5月頃に手に入れた。購入先は言えない」と供述している。警視庁は男が事件に関与した可能性は低いとみているが、この拳銃が事件に使われた疑いがあるため、交友関係等を調べている。

#### その他
この事件が発生した年はオウム真理教による事件が多発しており、オウム真理教関与説もあった。また、事件の4ヶ月前に発生した未解決事件である警察庁長官狙撃事件にも関与説があった。

## 拳銃の入手ルートに関する捜査
事件に使用された拳銃は、フィリピン製のスカイヤーズビンガム（リボルバー38口径）とされている。
2009年1月に覚せい剤営利目的所持で逮捕された暴力団組員（当時43歳）が所持していた拳銃が、事件現場の銃弾から見つかった線条痕と極めて似ていることが捜査で判明し、元暴力団組員の交友関係などを捜査している。一方、フィリピン警察の協力で拳銃製造元を訪れ、線条痕のデータ等の照合から日本への流通ルートを調べている。

## 銃器根絶運動
- 被害者の一人が通っていた東京都内の桜美林高等学校では、事件後、学校関係者などによる「銃器根絶を考える会」を結成した。毎年行われる文化祭や街頭活動などを通して「銃器犯罪の恐ろしさ」を訴え続けている[28][29]。
- 文化放送で2010年7月4日に、この事件を中心にして銃が扱われた事件や銃をなくそうとする運動の現状、そして銃を無くすためにはどうすればいいかを考える報道特別番組「大切な人を失わないために…八王子スーパー射殺事件から15年〜STOP GUN ラジオシンポジウム〜」が放送されることになった。この放送は後日、一部の地方局でもネットされた[30]。